# Каприка
«Ка́прика» (англ. Caprica) — американский научно-фантастический сериал, созданный на основе вселенной «Звёздного крейсера „Галактика“». События основной сюжетной линии разворачиваются на одной из планет Двенадцати колоний Кобола под названием Каприка, именем которой и был назван сериал.
Сериал состоит из двухчасовой пилотной серии и семнадцати 42-минутных эпизодов. «Пилот» был выпущен сперва в формате DVD 21 апреля 2009 года. Начало показа сериала состоялось 22 января 2010 года на телеканалах SyFy (США), Space (Канада) и Sky1 (Великобритания). После выхода 9-й серии 26 марта 2010 года руководство канала Syfy приняло решение сделать пятимесячный перерыв в показе новых эпизодов. Выход оставшихся девяти серий первого сезона на каналах Syfy и Space возобновлён с 5 октября 2010 года.
27 октября 2010 года канал SyFy объявил о закрытии сериала из-за низких рейтингов. Оставшиеся пять серий были включены в трёхдисковый DVD-сет, выпущенный в декабре 2010 года, и показаны в пятичасовом блоке 4 января 2011 года на канале Syfy. На канале Space вторая часть сезона была показана, как и было запланировано, последняя серия вышла в эфир 30 ноября 2010 года.

## Сюжет
Действие происходит за 58 лет до событий, показанных в начале сериала «Звёздный крейсер „Галактика“», в мирное время, когда Двенадцать колоний Кобола поглощены новыми технологиями и собственным успехом. В одной из колоний, на планете Каприка, в столице Каприка-Сити происходит теракт: юноша (Бен Старк) подрывает себя и всех пассажиров поезда; в числе жертв оказались его подруга — Зоуи Грэйстоун, а также жена и дочь адвоката Джозефа Адамы. Тот не может смириться с потерей близких, и однажды знакомится с отцом Зоуи — преуспевающим учёным, который одержим возвращением своей дочери из мёртвых. Вместе они запускают роковую цепочку событий, которая приведёт к созданию расы сайлонов.

## В ролях
| Основные персонажи       | Основные персонажи       |
| Актёр                    | Роль                     |
| ------------------------ | ------------------------ |
| Эрик Штольц              | Даниэль Грэйстоун        |
| Эсай Моралес             | Джозеф Адама             |
| Пола Малкомсон           | Аманда Грейстоун         |
| Алессандра Торресани     | Зоуи Грэйстоун           |
| Магда Апанович           | Лейси Рэнд               |
| Полли Уокер              | сестра Клариса Виллоу    |
| Саша Ройз                | Сэм Адама                |
| Второстепенные персонажи |                          |
| Сина Наджафи             | Уильям «Уилли» Адама     |
| Женевьев Бюхнер          | Тамара Адама             |
| Терил Ротери             | Эвелин                   |
| Юлиус Чэппл              | Ларри                    |
| Карен Элизабет Остин     | Руфь                     |
| Джон Пайпер-Фергюсон     | Томас Вёрджис            |
| Хорхе Монтеси            | Гуатрау                  |
| Алекс Арсено             | Филомон                  |
| Питер Уингфилд           | Гара Синг                |
| Брайан Маркинсон         | Джордан Дюрам            |
| Джеймс Мастерс           | Барнабас Грили           |
| Райан Роббинс            | Диего                    |
| Райан Кеннеди            | Один Синклер             |
| Скотт Портер             | Нестор                   |
| Кармен Мур               | Фиделия Фазекас          |
| Олаф Уиллоу              | Пану                     |
| Хиро Канагава            | Кайрус Ксандер           |
| Пэттон Освальт           | Бакстер Сарно            |
| Кристиан Тесьер          | Фрэнки                   |
| Мег Тилли                | Преподобная Матушка      |
| Эван Джогиа              | Бен Старк                |
| Маркус Тоуфик            | юный Уильям «Билл» Адама |
| Майкл Эклунд             | Вэйлон                   |

## Персонажи сериала

### Семья Грейстоунов (каприканцы)
- Зоуи — шестнадцатилетняя девушка, компьютерный гений, создавший собственный уникальный аватар (виртуальную копию самой себя).
- Даниэль — отец Зоуи, владелец крупной компьютерной корпорации («Грэйстоун Индастрис»), которая возглавляет разработки в сфере создания искусственного интеллекта. Создатель голобэнда (прибора, с помощью которого человек выходит в виртуальное пространство).
- Аманда — мать Зоуи, опытный хирург. В прошлом провела два с половиной года в психиатрической больнице («Дельфийский реабилитационный центр») из-за травмы, полученной вследствие аварии, в которой погиб её брат.

### Семья Адама (тауронцы)
- Джозеф — видный адвокат в колонии Каприка.
- Шэнон — жена Джозефа, погибла в поезде во время теракта.
- Уильям («Уилли») — одиннадцатилетний сын Джозефа и Шэнон.
- Тамара — дочь Джозефа и Шэнон. Погибла вместе с матерью. На основе её личности был создан уникальный аватар в виртуальном мире, который за необыкновенные способности к выживанию и силу стали называть ангелом смерти.
- Сэм — младший брат Джозефа, состоит в тауронской преступной организации Ха’Ла’Та. Он очень гордится своим происхождением и часто высмеивает своего брата за то, что тот «слишком каприканец».
- Ларри — муж Сэма. Он родился за пределами Таурона, и поэтому ему сложно понять одержимость супруга восстанием против тауронского правительства, и то, что Сэм отправляет большую часть своих заработков в поддержку повстанцам.
- Руфь — мать Шэнон.

### Другие герои
- U-87 — модель первого робота-солдата, в процессор памяти которого был внедрен уникальный аватар Зоуи.
- Лейси Рэнд — подруга Зоуи Грейстоун, должна была доставить её уникальный аватар в одну из Двенадцати колоний — Геменон. Впоследствии член секты «Воины единого Бога», Преподобная Мать в храме единого Бога на Геменоне.
- Клариса Уиллоу — одна из верховных жриц культа Афины и директор Афинской академии в Каприка-Сити, втайне — один из лидеров «Воинов единого Бога», состоит в групповом браке.
- Томас Вёрджис — тауронский ученый-компьютерщик, конкурент Даниэля Грэйстоуна. Владелец собственной корпорации компьютеров и робототехники («Вёрджис Корпорейшен»).
- Гара Синг — директор Департамента глобальной безопасности; кроме того, является осведомителем «Воинов Единого Бога». Используя псевдоним «Алво», он отправляет всю информацию о расследовании деятельности террористов к Кларисе Уиллоу.
- Джордан Дюрам — агент Департамента глобальной безопасности в Каприка-Сити; ведет расследование по делу террористической организации известной как «Воины Единого Бога».
- Барнабас Грили — лидер радикального крыла секты «Воины Единого Бога» на Каприке; практикует самобичевание как способ добиться ясности мышления через боль.
- Диего — руководитель тренировочного лагеря «Воинов Единого Бога» на Геменоне.
- Эвелин — помощница и близкий друг Джозефа Адамы, впоследствии — вторая жена, родившая ему сына Уильяма («Билла»).
- Гуатрау — лидер преступного синдиката Ха’Ла’Та на Каприке.
- Фиделия Фазекас — член Ха’Ла’Та и дочь Гуатрау; состояла в романтических отношениях с Джозефом Адама, когда тот был женат на Шэнон.
- Бакстер Сарно — каприканец, ведущий популярного ночного ток-шоу «Дерзости с Бакстером Сарно».
- Серж — робот-дворецкий семьи Грэйстоун в их доме на Каприке. В отличие от робота-солдата U-87 Серж не обладает полной чувствительностью, но при этом имеет высокий уровень интеллекта и может имитировать человеческие эмоции.
- Бен Старк — друг Зоуи и Лейси, террорист-смертник, состоящий в секте «Воинов единого Бога».

## Термины
- Сайлон — самообучающийся локализованный организм. Буквальный перевод — «Единица (узел) кибернетической жизненной формы» (англ. CYbernetic LifefOrm Node, Cylon).
- V-мир — виртуальный мир планеты, состоящий из различных игровых локаций (лицензионных и нелегальных).
- Голобэнд — прибор для выхода в V-мир, который погружает человека в виртуальную реальность, воздействуя на все его чувства, используется также как средство хранения информации.
- Аватары — маски-воплощения людей в V-мире, с идентичной внешностью по умолчанию.
- Аватары Зоуи и Тамары — уникальные виртуальные личности, чистый программный код, созданный на основе массы информации о реальных людях, собранной из различных сетей специально написанной Зоуи программой.
- V-клуб — одна из нелегальных локаций виртуального мира, ночной клуб, часто посещаемый подростками.
- Новая Каприка — локация V-мира, популярная игра с неизвестной конечной целью, в которой есть одно лишь правило по сравнению с остальным V-миром: невозможно вернуться после «смерти».
- Воины единого Бога (англ. Soldiers of the One, STO) — монотеистическая секта, продвигающая свою идеологию с помощью террористов-смертников.

## Упоминание в других произведениях
- Упоминается в 3-й серии («Лечебный жареный цыплёнок») четырнадцатого сезона американского мультсериала «Южный парк».
- Упоминается в 6-й серии четвёртого сезона сериала «Теория Большого взрыва».